# Nina Byron

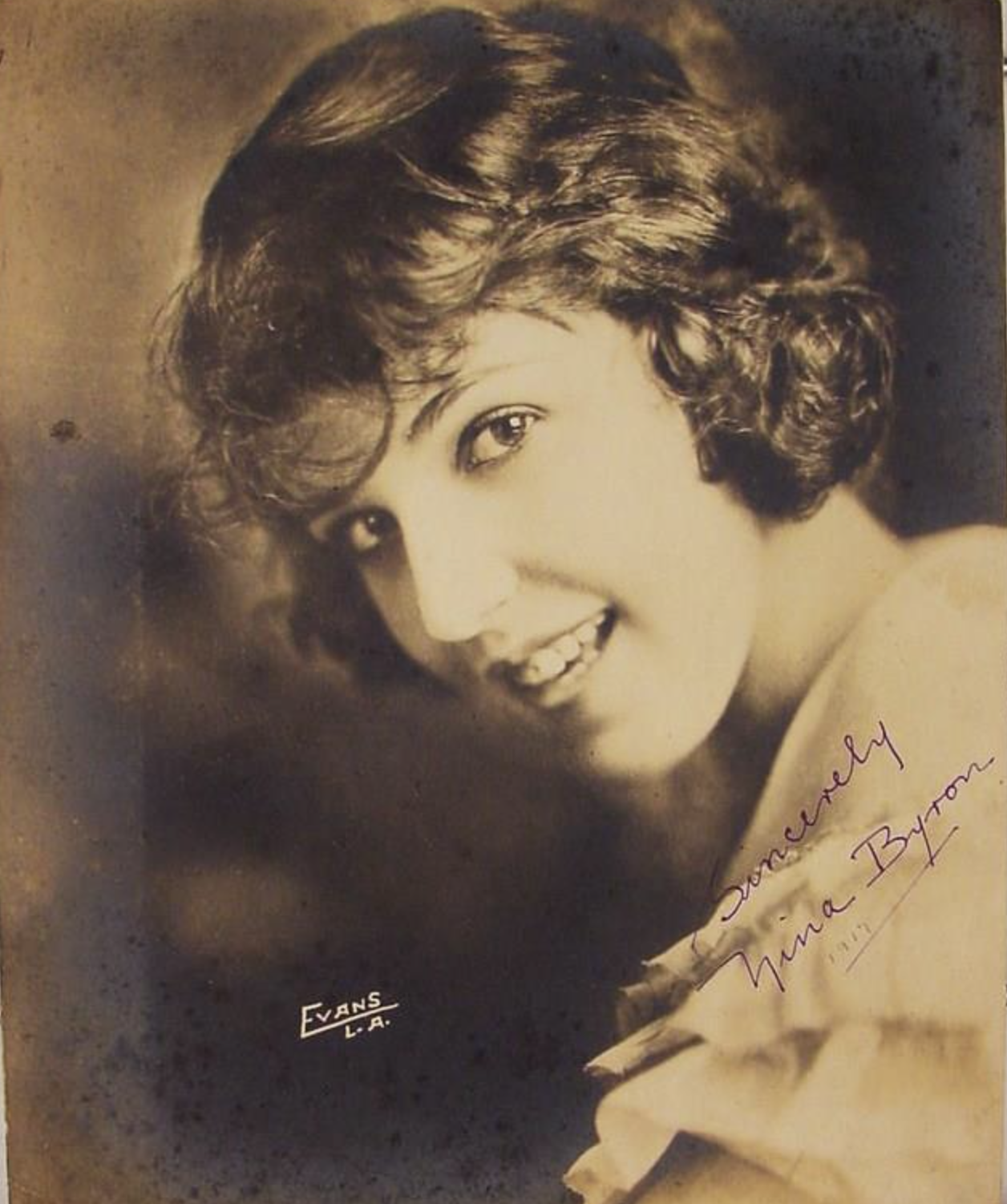
Nina Byron
(ca. 1917)

Nina Byron (* 27. Juli 1900 in Christchurch, Neuseeland; † 21. Januar 1987 in Lynchburg, Virginia, Vereinigte Staaten) war eine neuseeland-gebürtige, US-amerikanische Schauspielerin und Tänzerin.

## Frühes Leben
Nina Clarice Betts wurde am 27. Juli 1900 als Tochter der Eheleute Grace Goodman und George Arthur Betts in Christchurch geboren. Über Ninas Kindheit ist nichts bekannt, außer dass sie die Te Aro School in Wellington besuchte und im Dezember 1911 die Schule mit einem Second-Class Certificate abschloss. Welche Schule sie danach in Neuseeland besuchte ist nicht bekannt. Als Ninas Mutter sich von ihrem Mann trennte, zog sie irgendwann im Jahr 1915 mit Nina nach New York.

## Vereinigte Staaten
In New York angekommen wurde Nina von ihrer Mutter verlassen und war fast am Verhungern, als sie den russischen Schriftsteller Nicholas Dunaew kennen lernte. Dieser fand sofort Gefallen an ihr und gab ihr kleinere Rollen in Filmen zu spielen. 1916 ging Nina nach Los Angeles, um in dem Stummfilm „Truthful Tulliver“, einem Western, unter der Regie von William S. Hart gedreht, ein von drei Hauptrollen zu spielen. Mit dem Film, der im Januar 1917 in die Kinos kam, wurde Nina einem breiteren Publikum bekannt.
Nina spielte in den folgenden Jahren Rollen in den Stummfilmen:
- 1917 – The Heir of the Ages von William Addison Lathrop – Paramount Pictures
- 1918 – Nemesis and the Candy Man von O. Henry – General Film Company
- 1918 – The Cruise of the Make-Believes von Tom Gallon und Edith M. Kennedy – Paramount Pictures
- 1918 – The Source von Monte M. Katterjohn und Clarence Budington Kelland – Paramount Pictures
- 1919 – The Dub von Edgar Franklin und Will M. Ritchey – Paramount Pictures
- 1919 – Johnny Get Your Gun von Edmund Lawrence Burke und Gardner Hunting – An Artcraft Picture
- 1919 – The Boomerang von Franklyn Hall und William Hamilton Osborne – Pioneer Film Corporation
- 1919 – The Broken Butterfly von Penelope Knapp

Quelle: IMDb

## Erste Ehe
Im September 1918 heiratete Nina Nicholas Dunaew, doch die Ehe hielt nur fünfzehn Monate. Am 4. Januar 1920 ließen sie sich wieder scheiden.

## Arbeit als Showgirl
Im Dezember 1920 schloss sich Nina der Hitchy-Koo-Revue an, die im New National Theatre in New York gezeigt wurde und im Februar 1921 im Grand Opera House in Cincinnati seine Aufführung hatte. Anschließend zog es Nina zum Broadway, wo sie in den Ziegfeld Follies bis gegen Ende 1924 als Showgirl arbeitete.

## Paris
Anfang November 1924 ging sie zusammen mit sieben anderen Tänzerinnen nach Paris und traten im neu eröffneten Moulin Rouge auf. Doch als sie in spärlichen Kostümen außerhalb des Theaters auftreten sollten, widersetzten sie sich und reisten wieder zurück nach New York, wo sie im Januar 1925 ankamen.

## Zweite Ehe
Am 19. Juli 1925 heiratete Nina den Kameramann Harold G. Rosson. Auch diese Ehe hielt nicht lange. 1927 ließen sich beide wieder scheiden.

## Dritte Ehe
1939 heiratete Nina zum dritten Mal. Frank Hotaling war ein Filmarchitekt und Szenenbildner. Sie lebten in den Woodland Hills bei Los Angeles und er blieb bis zu seinem Tod im Jahr 1977 ihr Ehemann.

## Ende ihrer Karriere
Nina schien nach ihrer Rückkehr von Paris in den Vereinigten Staaten nicht mehr aufzutreten. Sie wurde wohl noch bei den verschiedenen Agenten gelistet, bekam aber kein Engagement mehr. Knapp zehn Jahre nach Franks Tod, verstarb Nina Byron am 21. Januar 1987 im Alter von 86 Jahren in Lynchburg, Virginia.